# Festividad de los Mayos

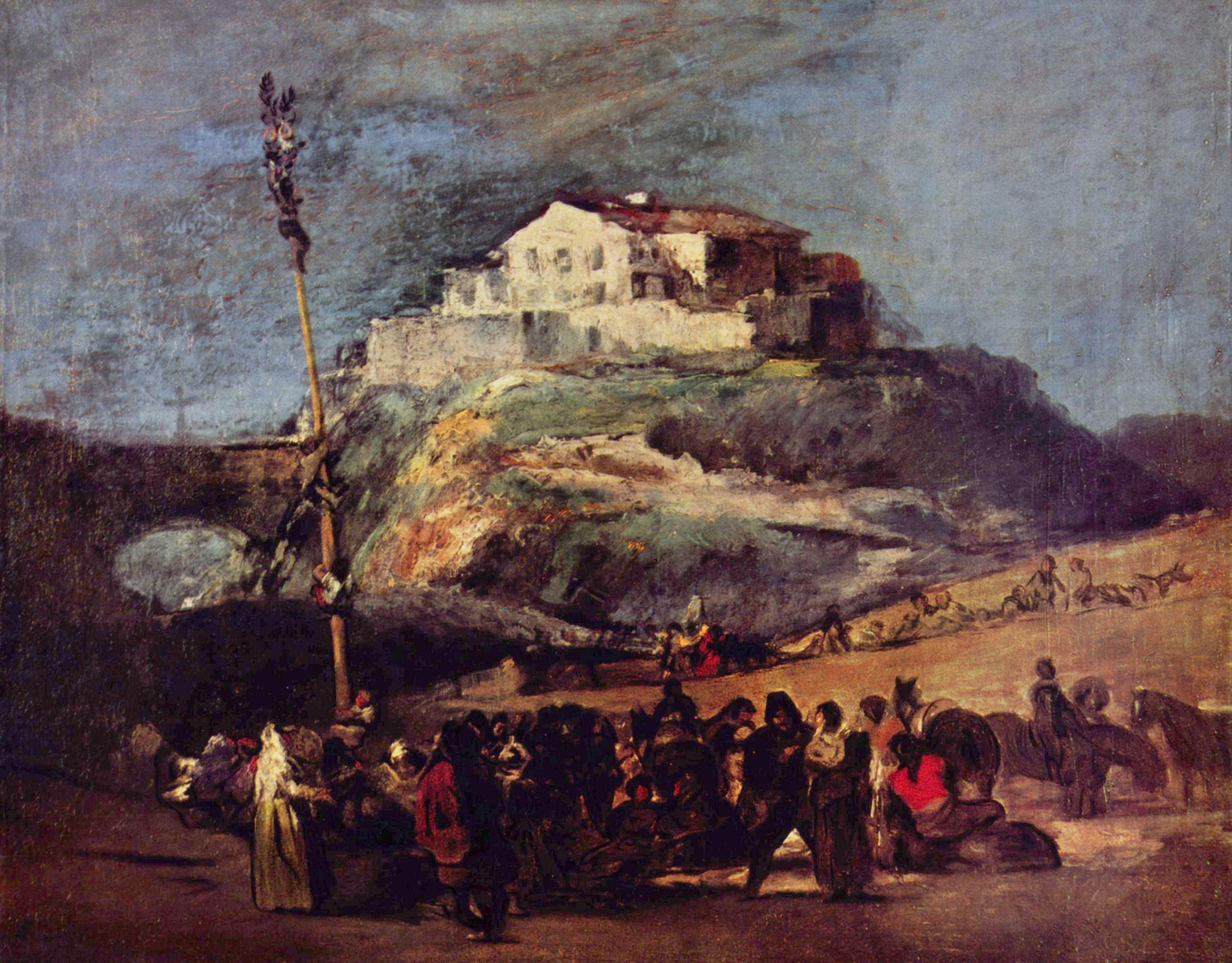
El árbol de mayo en un cuadro de Francisco de Goya.

La Festividad de los Mayos, también conocida como Los Mayos o como Fiestas de Mayo, es una fiesta popular de orígenes ancestrales. Esta celebración primaveral generalmente se hacía coincidir con el primer domingo de dicho mes y tenía antiguamente connotaciones rituales totémicas a la divinidad primaveral o de los árboles, que se han ido perdiendo con el paso de los tiempos. La celebración de las fiestas mayales es común en muchos países de Europa, donde existen variantes similares de la misma festividad.

## Orígenes

Beltane.

Los orígenes de esta fiesta se remontan a las antiguas civilizaciones de los fenicios y a los griegos que manifestaban su adoración a sus dioses y lo que estos significaban en fiestas conmemorativas de exaltación de acontecimientos que para aquellos hombres tenían trascendencia, tales como los cambios de estaciones. La fiesta mayumea fenicia exaltaba la primavera. Esas costumbres fueron asimiladas por nuevas civilizaciones prerromanas, como la celta. La festividad celta de Beltane marcaba el comienzo de la temporada de verano pastoral, cuando las manadas de ganado se llevaban hacia los pastos de verano y a las tierras de pasto de las montañas. De ahí la adoración de los fenómenos terrenales: tierra, mar y aire. Una de las principales actividades de la festividad consistía en encender hogueras en las montañas y colinas con rituales y significados políticos.
Esta tradición fue asimilada por los romanos en su adoración y culto a multitud de dioses. También asimilaron esta tradición mayumea en honor de la llegada de la primavera y de las primeras flores del año, el día que corresponde con el actual primer día de mayo. Todo poblado romano tenía, además de los dioses oficiales, los propios autóctonos. En Hispania se adoraba a la diosa Bona Dea, también llamada Maya, Maia o Fauna, diosa de la fertilidad en la mitología romana con la que se celebraba la llegada de la primavera. Seguramente esta tradición sufrió variaciones con la llegada de la civilización árabe a los campos de Castilla, como la manifestación en cantos o rondas a la persona amada.
El Cristianismo ha asimilado multitud de fiestas paganas que se profesaban con anterioridad a su implantación en fiestas religiosas. Así, en relación con la Fiesta de Mayo, surgieron celebraciones como la Cruz de Mayo, reemplazando el tótem sagrado por el símbolo cristiano. Asimismo, en otras variantes, se identifica esta celebración con la introducción de la veneración a la Virgen María.

## Los Mayos en España
En la península ibérica se celebran en casi todas las regiones (tanto de España como de Portugal), siendo el principal hilo conductor el celebrarse a principios del mes de mayo o durante todo él. Generalmente suelen celebrarse la noche del 30 de abril al 1 de mayo en numerosos pueblos de la península ibérica. La maya o el mayo es un tronco o palo alto (árbol de mayo) que se alza o se alzaba en algunas regiones de Europa, en la plaza o lugar público durante el mes de mayo y donde concurrían los mozos y mozas a divertirse con bailes y festejos. Los jóvenes competían por trepar por el árbol hasta llegar a la parte superior, donde debían coger una bandera, mientras las muchachas les animaban desde abajo bailando y cantando en torno al árbol.

### Castilla-La Mancha

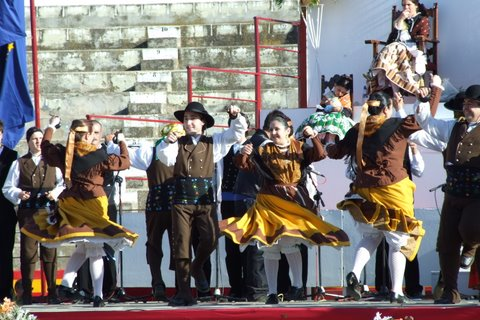
Fiesta del Mayo Manchego en Pedro Muñoz.

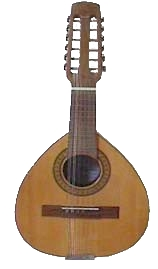
Bandurria con la que se suelen acompañar los rondadores para "Cantar el Mayo".

La tradición de los mayos está muy extendida en Castilla-La Mancha. Pero realmente donde está considerada fiesta de interés turístico nacional es en el municipio ciudadrealeño de Pedro Muñozː cada año el 30 de abril el pueblo se reúne para cantarle los mayos a las damas del pueblo (elegidas año tras año) de casa en casa, y en ellas ofrecen comida y zurra para agradecerle la visita a los invitados, esto trata de conmemorar las antiguas rondas que hacían los mozos a las mozas en tiempos pasados en la misma fecha. Pero antes de cantar a las damas del pueblo, los Mayos son cantados a la patrona del pueblo, la Virgen de Nuestra Señora de los Ángeles. Posteriormente, empieza "la ronda del mayo", donde se canta a las damas del pueblo, casa por casa. Al día siguiente se celebra un Festival Nacional de Folclore, donde se pueden apreciar bailes tradicionales típicos de la localidad de Pedro Muñoz. Además en este mismo Festival se pueden disfrutar bailes típicos de otras regiones españolas que les visitan. También se celebra una degustación gastronómica, en unas carpas situadas cerca de la Plaza de España. En esta degustación, en la que podemos degustar vino y productos típicos de la tierra, suele durar desde el fin de semana previo a las fiestas. Los mayos de esta localidad están declarados de interés turístico regional y atraen a muchos visitantes de toda España año tras año. 
Asimismo en otros lugares de la provincia ciudadrealeña se interpretan los mayos, como en Campo de Criptana, donde en la noche del 30 de abril se cantan en primer lugar los mayos a la Santísima Virgen de Criptana, patrona de la villa, y seguidamente distintas bandas y agrupaciones recorren las calles del municipio cantando en distintos domicilios. Durante los siguientes fines de semana del mes de mayo, se seguirán cantando también a "las cruces de mayo" y a las distintos patronos de distintos gremios cuyas festividades se celebren en mayo, como es el caso de San Isidro y San Gregorio.
En la provincia de Cuenca son conocidos los mayos que se cantan en las localidades de Villamayor de Santiago, Palomares del Campo, Almendros, Casas de Haro y Pozorrubio de Santiago.
En Villamayor de Santiago, caída la tarde del 30 de abril, los mozos salen a mayear, esto es, se dirigen a las casas de las jóvenes mozas del pueblo para escribir con pintura en la puerta de su casa piropos o dichos tradicionales. Éstas, al levantarse al día siguiente, ven los mensajes que los mozos han dejado en sus casas. A pesar de esto y con la inclusión de la mujer en la sociedad, también ellas salen a mayear a sus amigos. Mientras se dirigen a las casas, se cantan los mayos (dichos o estrofillas populares).
La patrona del pueblo, la Virgen de Magaceda permanece durante todo el año en su ermita situada a 7 km del pueblo. El día 1 de mayo, para celebrar el mes de María o mes de las flores (mes de mayo), la imagen de la Virgen se traslada a Villamayor de Santiago, donde todos los villamayorenses la reciben con gran devoción en el cuartel de la Guardia Civil. A continuación, se acude al parque municipal para realizar una actuación folclórica a cargo de la Asociación Musical Coros y Danzas Virgen de Magaceda en la que se interpretan jotas, seguidillas y otras canciones populares como homenaje de bienvenida a la patrona del pueblo. Terminada la actuación, los villamayorenses junto con su patrona acuden a la iglesia parroquial a rezar la primera flor y a cantar el mayo, el himno, la Salve y la jota a la reina de Villamayor, la Virgen de Magaceda. La Virgen permanecerá en el pueblo hasta el primer domingo de junio, cuando regresará a su ermita después de haber celebrado el fin de semana anterior su fiesta patronal con todo tipo de actos religiosos y culturales.
En Pozorrubio de Santiago, el primer mayo se canta el día 30 de abril a las doce de la noche en la puerta de la iglesia y dirigiéndose a la Virgen María, solicitando su licencia para cantar los mayos. El segundo mayo se canta al párroco, el tercer mayo al Alcalde y el cuarto mayo al juez de paz. Después, todos los cantores se concentran en un bar y, allí mismo, acaban la fiesta. Antiguamente los mozos solían cantar los mayos a las jóvenes o doncellas que trataban pretender y se cantaban durante toda la noche, casa por casa y con una pintura de colores hacían una especie de ramo en la puerta, escribiendo lo que pretendían de la moza o quizá ensalzándola.
En Casas de Haro se tiene costumbre de cantar el mayo a la Virgen en la iglesia y las ermitas de la población, y una vez acabados los mayos con ese cariz religioso, se hace la ronda cantando el mayo a las muchachas, comenzando tradicionalmente en la casa de la autoridad del pueblo. Hace años, no era de extrañar encontrarse al día siguiente las macollas, ramos de trigo o flores con dulces entrelazados en la reja de las muchachas que hacían parte del cortejo del enamorado.
Se tienen noticias de celebraciones similares en Santa Cruz de la Zarza (Toledo) que tiene lugar en la actualidad la noche del 30 de abril. Las rondallas cantan el primer mayo a la Virgen del Rosario y después recorren el pueblo cantando y tocando instrumentos de pulso y púa: guitarras, laudes, bandurrias, etc. durante toda la tarde-noche,todas las chicas reciben su mayo, dedicado por el novio, amigos, padre, etc. Cada una de estas rondallas porta un farol, que es una maqueta que representa a un personaje o figura alegórica de los acontecimientos de la vida social o política del momento. Antiguamente, los mozos salían a rondar por las calles del pueblo acompañados de un farol debido a la carencia de iluminación y que les ayudaba en la interpretación musical. De ahí el nombre de farol que reciben las maquetas que portan en la actualidad. Algunas de las piezas que se cantan datan del siglo XVII. Esta fiesta está declarada como Fiesta de Interés Turístico Regional.
En el pueblo de Totanés (Toledo), la madrugada del 30 de abril al 1 de mayo, los mozos del pueblo rondan a las chicas con la tradicional canción de los Mayos; existe otra canción popular, con la misma música y entonación que la de los mayos, que se conoce como canción de los sacramentos, con la que se sigue rondando a la joven. En esta canción se va haciendo un comentario amoroso a la joven tras cada sacramento, finalizando con la pedida de matrimonio.
En municipios como Piedrabuena se canta el mayo a la Virgen la noche del 30 de abril, donde se da la bienvenida al mes de mayo, y durante toda la madrugada y el día 1 de mayo se canta el "Mayo Ventanero", tradicional canto de ronda a las solteras o casadas, acompañado de un dulce típico llamado hornazo. El día 2 de mayo continúan los mayos, esta vez a las cruces, así hasta la romería de la Sierra de la Cruz, que se celebra el primer domingo de mayo después del día de la Cruz, es decir, varía desde los días 4 de mayo hasta el 10. En ella se celebra la exaltación de la Santa Cruz, desde una sierra cercana al municipio, y allí también se canta el Mayo a la Cruz, y así se seguirá con San Isidro. Hace alrededor de una década que algún grupo de mayeros se animó también a cantar el Mayo a San Bartolomé (24 de agosto), lo que nos hace oír el mayo fuera de sus fechas típicas, pero con el mismo entusiasmo.
En otros lugares como Novés (Toledo), o Sienes o Palazuelos (Guadalajara) los jóvenes plantan un chopo, que recibe el nombre de mayo.

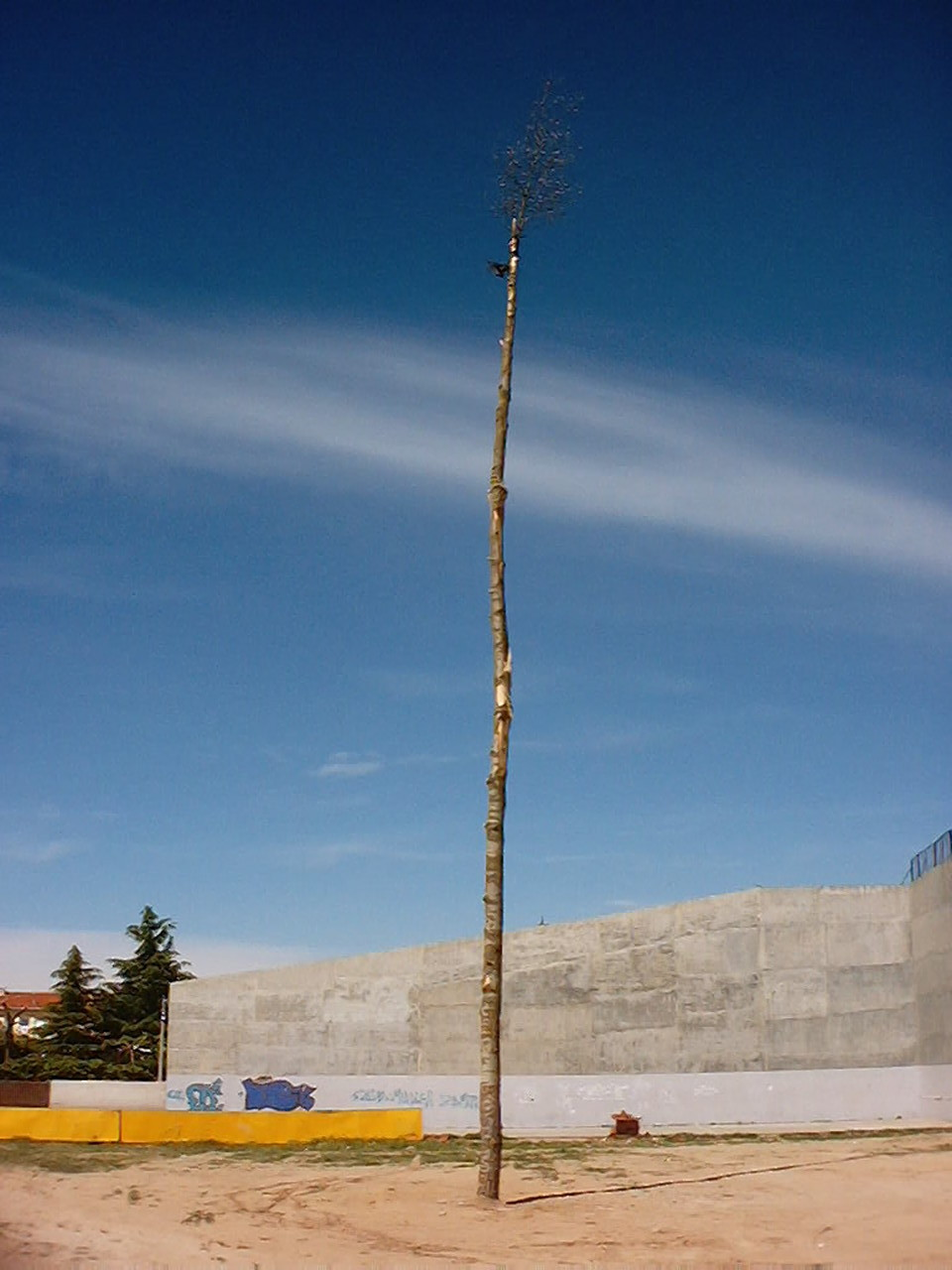
"El Mayo" de los quintos de Morales del Vino.

En la provincia de Guadalajara se celebra en Ablanque, municipio situado en el Parque natural del Alto Tajo, en El Recuenco, en Yunquera de Henares, en Auñón, en Driebes y Fuentenovilla, municipios situados en la Alcarria, en Luzaga, perteneciente al antiguo Ducado de Medinaceli, en la comarca de la Serranía de Guadalajara y en El Cardoso de la Sierra, villa y cabeza del municipio del mismo nombre que está situado dentro del Parque natural de la Sierra Norte de Guadalajara, perteneciente a la antigua Comunidad y Tierra de Sepúlveda, en la comarca guadalajareña de la Serranía de Guadalajara, en Torrejón del Rey, en la comarca de la campiña.
En la provincia de Albacete tiene asimismo una importante repercusión, sobre todo en la capital (Noche de los Mayos en Albacete), la Sierra de Alcaraz y del Segura. Podemos destacar en esta última la festividad de los mayos que se celebra en la localidad de Vegallera, dentro del municipio de Molinicos. En la Comarca de La Manchuela, localidades como Motilleja, cuenta con una ronda tradicional que nunca ha dejado de celebrar esta festividad. La noche del 30 de abril sale a pedir licencia al Alcalde, más tarde se realiza una ronda por las calles, después, a la media noche, se canta el Mayo a la Virgen y para terminar se hace una chocolatada y se cantan seguidillas, fandangos y pasodobles en algún salón social. De antiguo el resto de la noche se dedicaba a rondar a las mozas. Este mayo de Motilleja quedó registrado en la Colección La Tradición Musical en España en su volumen 30, grabado por la casa discográfica Tecnosaga. En Fuensanta se cantan los mayos a la Virgen y a San Gregorio en la puerta de la iglesia de Ntra. Sra. de los Remedios el día 3 de mayo, recuperando así una vieja tradición.
En Fuentenovilla se hacen dos grupos, unos cantan los versos nones y los otros los pares. Allí se canta uno por cada moza en la puerta de su casa. Al día siguiente se hace una comida para invitar al coro que ha estado toda la noche y se va a todas las casas donde se ha cantado para pasar el cepillo. Además de plantar El Mayo.

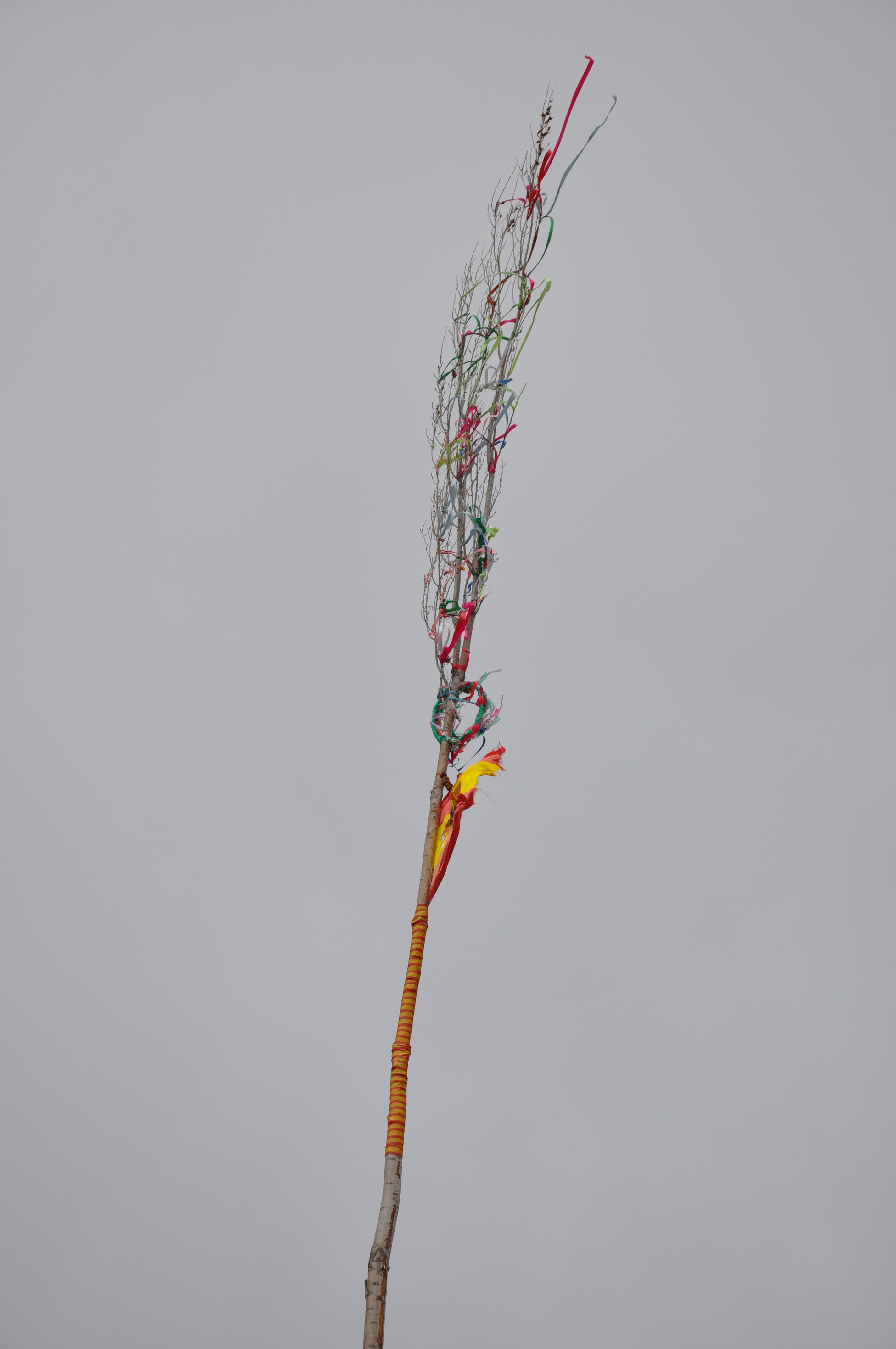
El Mayo en Tórtoles de la Sierra, Ávila

### Castilla y León
En Santa María de las Hoyas Soria, es costumbre salir en la mañana del primer sábado de mayo al monte a cortar "El Mayo" (previamente señalizado y autorizado). Después celebran Misa con coro y cantos en la Ermita del Santo Cristo de Miranda para dar paso a la "Pingada" (izado) del Mayo. Termina el día con almuerzo y fiesta popular.

### Comunidad de Madrid

#### Casarrubuelos
En Madrid, uno de los municipios que sigue manteniendo la tradición es Casarrubuelos, una población de no más de 3200 habitantes al sur de la comunidad, lindante a Illescas (Toledo). En este caso se pone en las fiestas en honor del Santísimo Cristo de la Vera Cruz, siempre el 1 de mayo. El tronco es comprado por la hermandad a una empresa y lo llevan a una de las alamedas cercanas en camión. Al día siguiente a las 8.00h, todos los mozos del pueblo van a la alameda a por él, allí cortan la popa y la ponen en el tronco, y una vez montado al remolque del tractor, se vuelve a la plaza, donde se pone. En el trayecto los mozos tiran agua, cerveza... a los mozos que van montados en el tronco del mayo entonando canciones y cánticos. Se termina la puesta con la tradicional limonada.
Altura del árbol aprox. 30-35m. Medio de transporte: tractor. Participación ciudadana: 3000-3200 personas.[cita requerida].

#### Colmenar Viejo

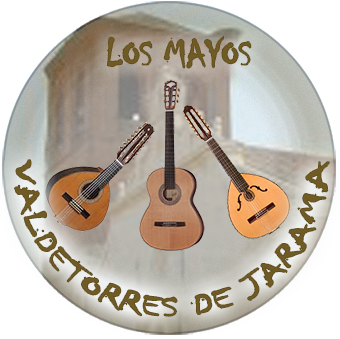
Imagen Fiesta Mayos

Vease Fiesta de La Maya

#### El Molar
Declarada "Fiesta de Interés Turístico", es una de las fiestas más populares del pueblo. Se celebra el día 1 de mayo. En las escalinatas de la Plaza se levanta un altar donde se entroniza una Maya y se celebra una fiesta en la que se cantan diferentes jotas, seguidillas, rondones y demás cantos tradicionales, además de los famosos mayos de El Molar. Parece que el profesor de danza de Felipe V los enseñó a los mozos del lugar en el siglo XVIII. 

#### Valdetorres de Jarama
Es otro municipio al Este de la Comunidad de Madrid que se conserva la tradición de los mayos, limítrofe con El Casar (Guadalajara). El 30 de abril se va a por el tronco más alto que se pueda encontrar en la ribera del río Jarama y se lleva al pueblo, plantándose en la rotonda con banderas y estandartes (en lo alto) por los quintos del año cuando cumplen 18 años, que son los protagonistas, acompañados por amigos y familiares; festejándolo con cerveza, vino y buen jamón de matanza.
Pasadas las doce de la noche del día 30 de abril entrando en el 1 de mayo los quintos con el acompañamiento se reúnen en la puerta de un bar de referencia "El Catalán" con instrumentos (adornados con rosas, lilas y claveles) como bandurrias, guitarras, laúdes, triángulo y a veces con botellas de anís como instrumento, el contenido sirve para suavizar las voces de los cantantes (estos con sombreros adornados de flores) y empiezan a cantar las diferentes y variadas coplas de los mayos, empezando un recorrido por todas las calles del pueblo cantando en todas las puertas que hay mozas, no comprometidas. La Ronda dura toda la noche, prácticamente hasta las ocho de la mañana. 
El 2 de mayo a las nueve de la noche, los mayos (los quintos) van a la Iglesia a cantar coplas al Patrón de los Valdetorreños que es el "Stmo. Cristo de los Ultrajes" muy querido entre sus feligreses, dicen que si se le pide con mucha fe, que te alivie de algún problema importante en tu vida, normalmente te lo concede. 
Llegando el día 3 de mayo, la gran fiesta del pueblo en honor al "Stmo. Cristo de los Ultrajes", los quintos y acompañantes se vuelven a reunir a las ocho de la mañana, para hacer una ronda por todas las calles cantando a todos los vecinos puerta a puerta, estos contribuyen para una comida que preparan los quintos con viandas, huevos, lechuga, vino, donativos, etc. A las doce de la mañana empieza una Misa Solemne en honor al Cristo, donde los quintos tienen el deber de asistir, para al final de la Misa cantar las coplas al  "Stmo. Cristo de los Ultrajes" que fue rescatado hace muchos años del río Jarama por unos pescadores.
Aquí algunas coplas:
Del río Jarama ha venido,  una preciosa imagen,  que en Valdetorres llaman,  El Cristo de los Ultrajes. 
Eres el Cristo más grande de los alrededores,  y en ello le veneramos,  en la villa Valdetorres. 
He venido a toda prisa,   con mi caballo y el coche,  para cantarte en Misa,  y adorarte esta noche.            
Eres la luz de la estrella,  que es la que nos ilumina,  para poder cantarte,  en esta Misa divina.    
Los claveles y las rosas,  entablaron batalla,  y ganaron los claveles,  porque adornaban tu cara.
El pueblo de Valdetorres de Jarama agradece a los quintos, que año tras año sigan la tradición de nuestros ancestros, desde hace siglos atrás. También agradecen a los colaboradores que acompañan, asesoran y ayudan a los quintos para que esta cultura no se pierda, por poner un ejemplo más destacado a R.A., R.d.D.,....

#### Villa de Madrid

##### La Fiesta de Los Mayos de Madrid-La Maya

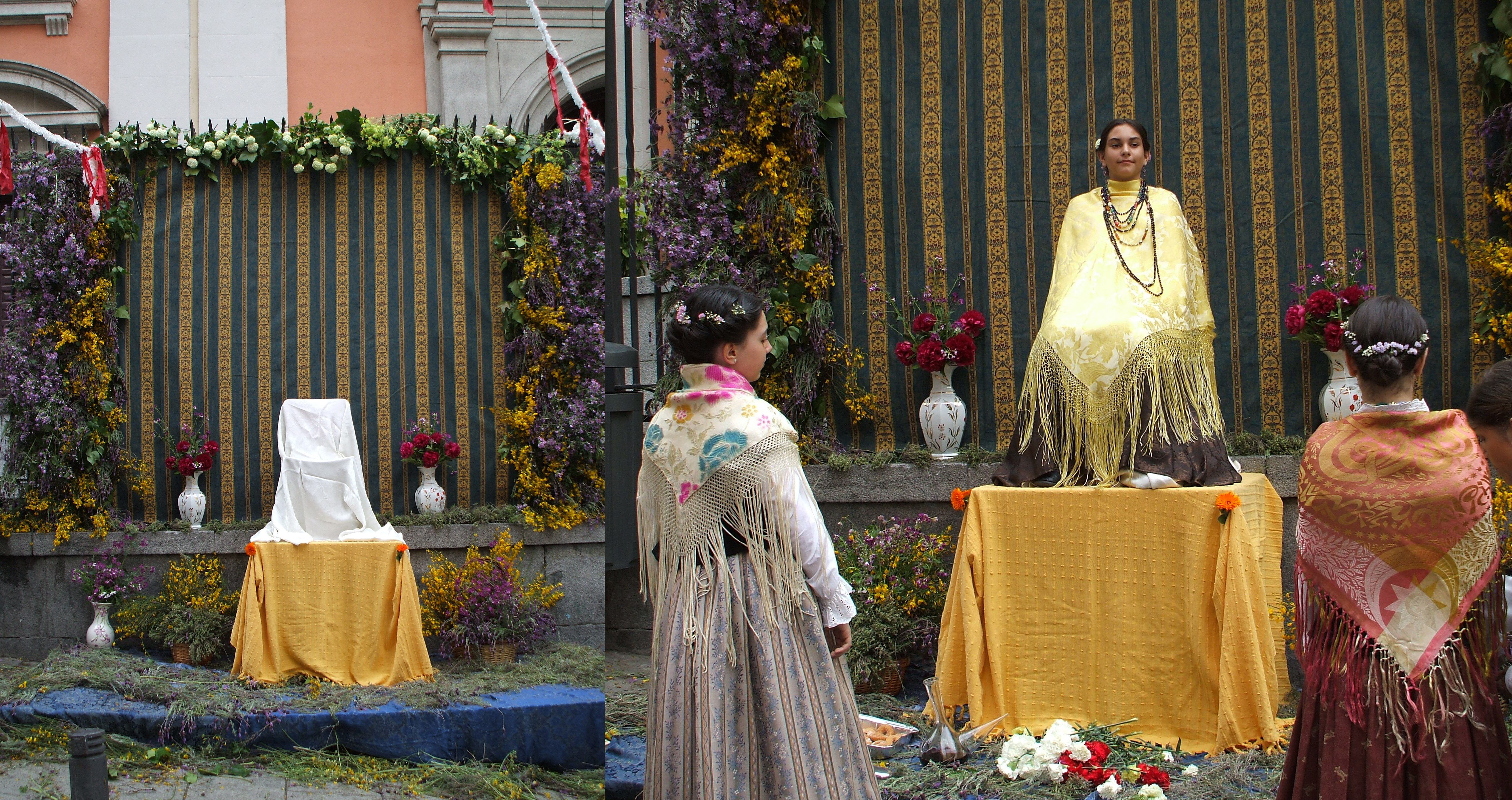
2009 Altar de la Asociación de Música y Danza Castellana Arrabel

Desde su recuperación en 1988, cada segundo domingo de mayo numerosas Niñas-Mayas, elegidas en sus agrupaciones y vecindades, se sientan, como hace años, como hace siglos, en sus altares cuajados de flores en las inmediaciones de la Iglesia de San Lorenzo, en el castizo barrio de Lavapiés.
Hacia las siete de la mañana, comienzan a llegar a sus habituales sitios las personas encargadas de instalar los altares. Entregados a esa tarea los distintos grupos de amigos y amigas, las diez de la mañana se echan encima rápidamente.
En el entorno de la plaza de Lavapiés empiezan a oírse las gaitas castellanas, animando la mañana. Tras la contemplación de los bailes madrileños, todos los asistentes tienen la oportunidad de divertirse bailando el tradicional rondón. Despierto ya el vecindario, el gentío va creciendo y se desplaza entonces hacia las angostas calles en donde aguardan las embajadoras de la primavera, LAS MAYAS.
Predominan los vistosos trajes “goyescos” aunque también se ven distintos trajes castellanos de Madrid, como los que lleva la ronda que, a duras penas, se abre paso entre la gente visitar cada altar, cantando a cada una de Las Mayas distintos mayos de la Tierra de Madrid.
Los altares profusamente adornados con flores, telas de colores y todo tipo de ornatos, y Las Mayas, ricamente ataviadas con brocados, sedas o mantones, y sus acompañantes, que piden cuartos “para La Maya, que es linda y galana”, configuran una estampa que impresiona la retina. Las canciones, las dulzainas, las rosquillas y el vino de Madrid, se encargan de los demás sentidos. 

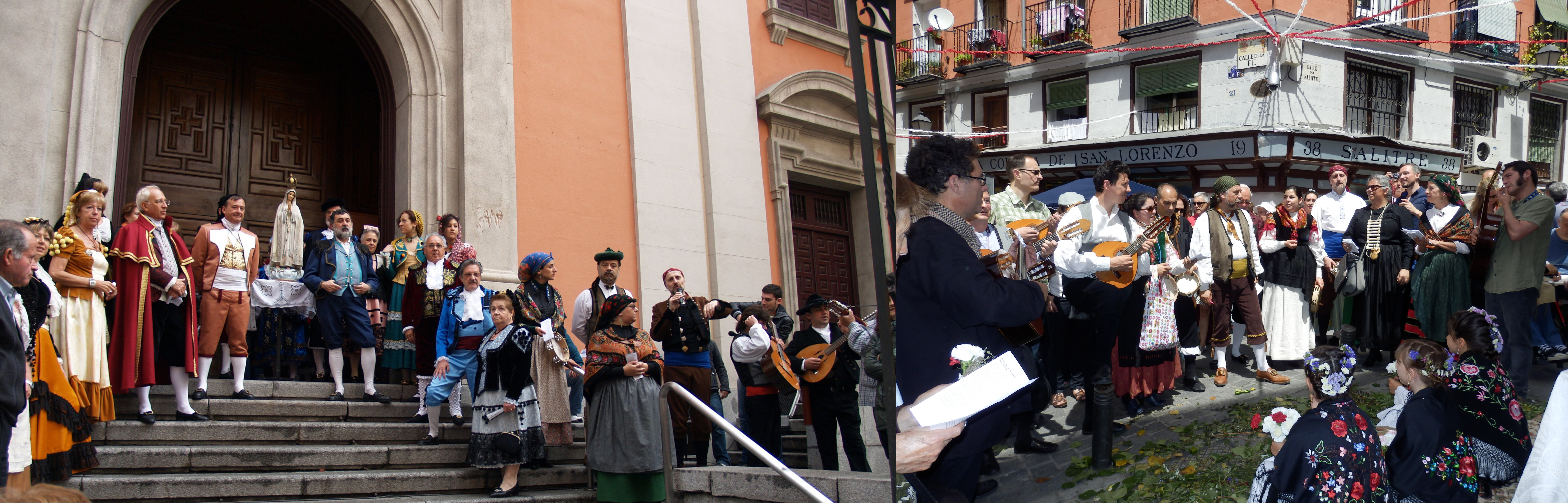
Canto de los Mayos

En torno a las dos de la tarde, en la escalinata de la Iglesia de San Lorenzo, se produce un gran silencio y se canta a la Virgen el último mayo... 
“Virgen generosa, tres cosas nos dieras. Salud, hermandad y paz en la tierra”
A continuación, se realiza la entrañable ofrenda floral a la Virgen en el interior de la Iglesia. Las paredes del templo retumban con los ecos de las dulzainas y las voces del Coro de Voces Graves despiden esta inigualable fiesta hasta el próximo año.

##### Historia de la celebración de La Maya en el barrio de San Lorenzo
En torno a la vieja iglesia de San Lorenzo, edificada sobre los cimientos de la antigua sinagoga, se extendía el entonces famosísimo “Prado de Las Damas”, que cubría con su florido manto verde lo que ahora son las calles de la Fe, Salitre y Argumosa. Era aquel prado, en tiempos del rey Carlos V, lugar de excursión, fiesta y esparcimiento. Pero, sobre todo, era lugar famoso porque en él se celebraba la Fiesta de La Maya, la fiesta con que Madrid, aquel Madrid de muy poquita gente, celebraba la llegada de la primavera. Aquel día, la arboleda de San Lorenzo se llenaba de cintas de colores, de flores y de música. Y había vino y merienda, y se bailaba y se cantaba hasta el anochecer. La Maya quedó establecida como fiesta tradicional en el barrio de San Lorenzo y en todo el Lavapiés. Aunque pronto la costumbre de colocar en los portales una muy joven doncella, adornada y florida como un ángel, se estableció en todo Madrid, y se practicaba durante todas las festividades del mes de mayo. Hoy como ayer, aquel lugar que ocupó el prado, sigue siendo el perfecto marco para celebrar La Fiesta de Los Mayos de Madrid. Actualmente, la Fiesta de Los Mayos de Madrid mantiene básicamente la estructura que tuvo en su momento de mayor auge.

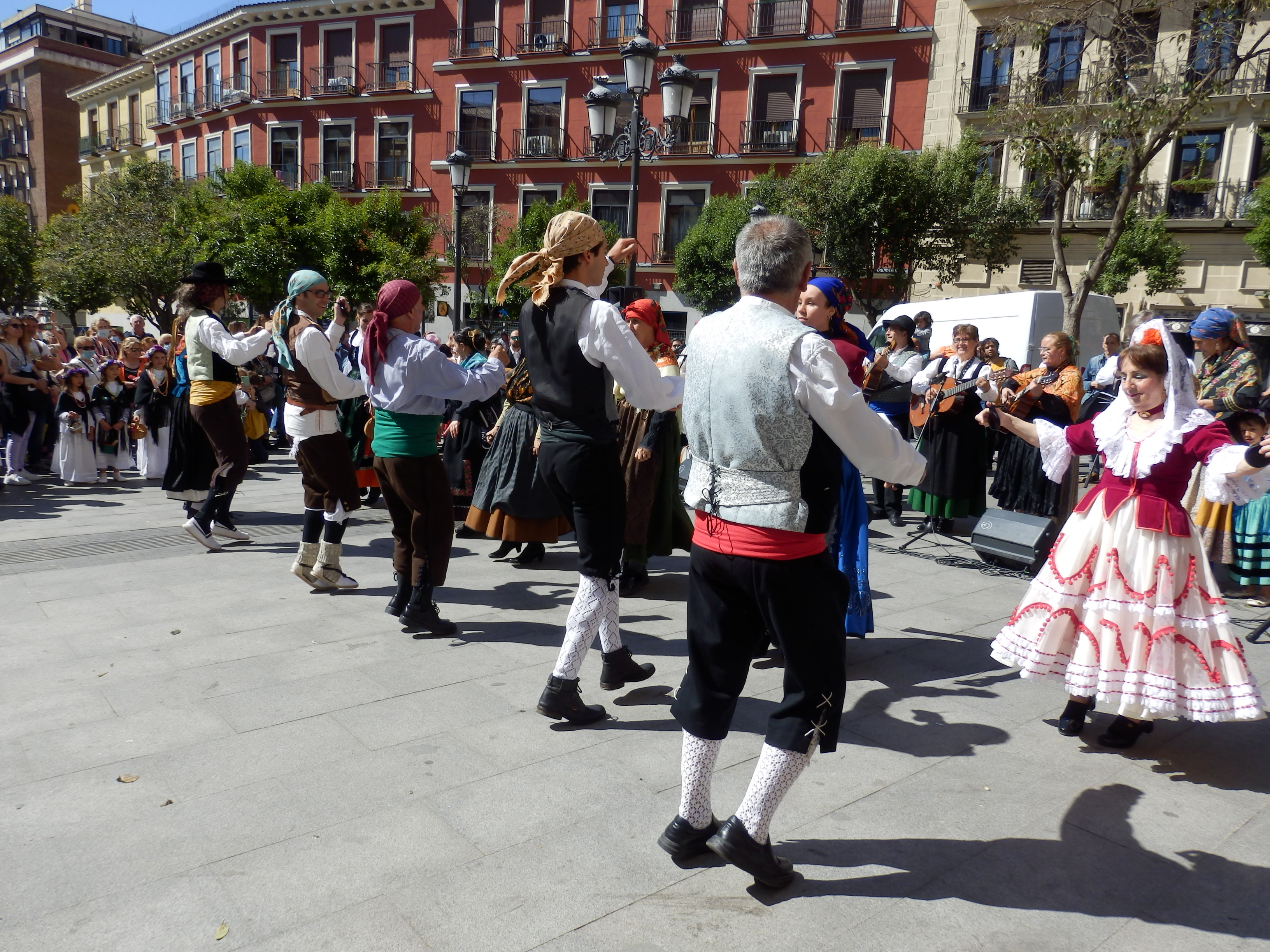
2022 Bailes en la Plaza de Lavapiés

Consiste, en síntesis, en la colocación en varios floridos altares de unas bellas mocitas que contemplan impasibles la admiración popular. Mientras, otras jóvenes piden para ellas en torno a cada altar utilizando tradicionales alocuciones petitorias: 
“Den para La Maya, que es linda y galana…”.
O aquella más acuciante que podemos leer en el auto “La Maya” de Lope de Vega: 
“Dad, que meriende la Maya”
En cualquier caso, se ha respetado escrupulosamente el entramado de elementos que configuraban las fiestas del mes de mayo en el siglo XVII, tales como la “puesta en escena” de los altares y las mocitas; el lugar, en torno a la iglesia de San Lorenzo; y la ronda y el canto de mayos.

### Cantabria
Véase La Maya

### Castilla

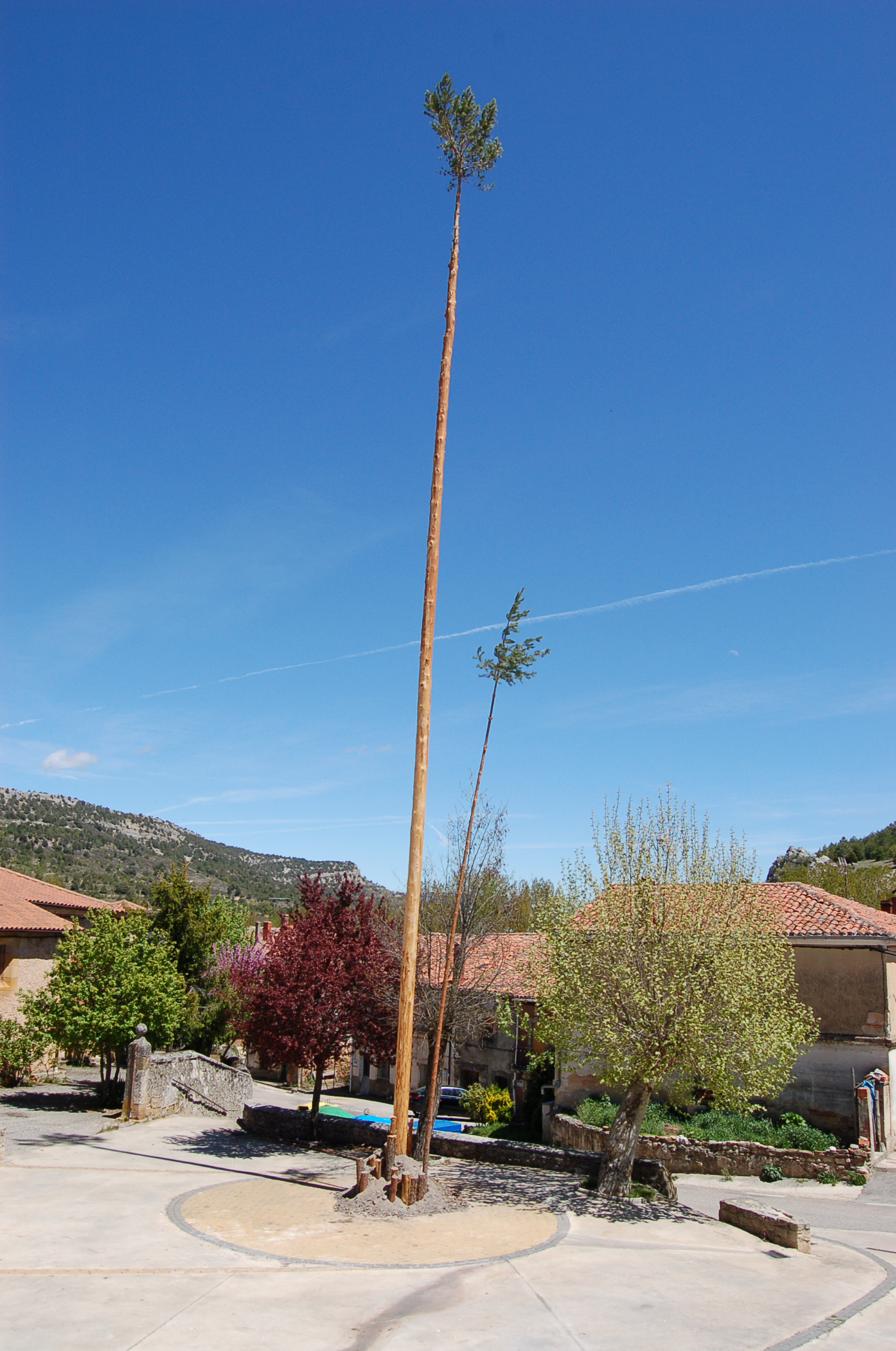
Pino de Mayo en Mamolar (provincia de Burgos).

En Castilla, los cantos especialmente dedicados a esta celebración, en principio dedicados a la Virgen María, sirvieron luego para rondar a las mozas casaderas, a las autoridades y a los funcionarios recién llegados al lugar. Una orquestilla solía acompañar a estos rondadores. Son habituales las canciones populares, generalmente entonadas en grupo, pudiendo igualmente aprovecharse para rondar a las jóvenes de la localidad. En algunos lugares se acompañan los cantos con bailes tradicionales o letrillas que reflejan la actualidad.
La moza rondada o "maya" quedaba obligada a invitar al mozo a una buena merienda. A los componentes de la orquestilla se les obsequiaba con una garnacha, puesta a refrescar en el aljibe.
Asimismo se celebra en algunos lugares de Castilla con cucañas y con cruces adornadas de flores (Cruces de mayo) en muchas poblaciones. También puede ser un palo muy alto, a veces incluso se trasplanta un árbol alto (en ocasiones frente a la iglesia). En el caso de las cucañas solía ser de chopo (ofrece un largo tronco) al que se le quitaba la corteza, se solía colocar en la cima un "trofeo" para que se pudiera lograr gateando a través de él.
La acción de poner el palo o árbol se denomina "la puesta del mayo", "colgar los mayos", "plantar el mayo" o incluso "pingar el mayo"  en (Navares de las Cuevas (Segovia) y en Blacha y Tórtoles de la Sierra (Ávila)) y lo suelen realizar los más jóvenes del pueblo.
En La Velilla (Segovia) el mayo se planta a las 0:00 del día 1 de mayo, e históricamente lo solían realizar los más jóvenes de otros pueblos. La creciente despoblación de Castilla ha obligado a los oriundos del pueblo a encargarse de la tarea. 
En Vinuesa se realiza La pinochada o Pingadas de los Mayos en las fiestas patronales de la localidad que se  desarrollan entre el 14 y el 18 de agosto. El mayo se levanta en la plaza Mayor y frente a la ermita de la Soledad. 

#### Pingada del mayo
La pingada del mayo se celebra tradicionalmente a mediodía del día primero de mayo, pero puede hacerse por la tarde e incluso por la noche como en las marzas. El ritual y todos los actos que lo rodean, han sufrido muchas variaciones en cuanto a la forma de llevarlo a cabo, debido a diferentes causas. El traslado se realiza con tractor y la fiesta suele trasladarse en fin de semana y en algunos pueblos se hace coincidir la pingada con las fiestas patronales.

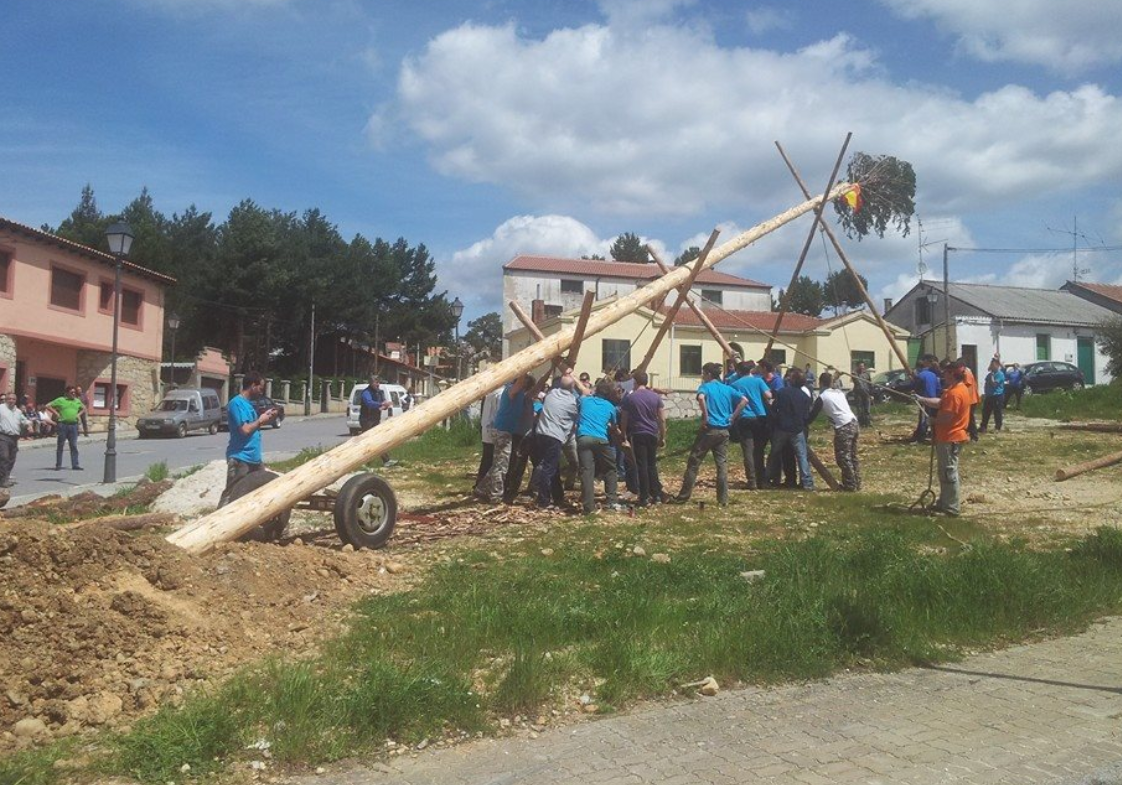
Pingada del mayo en Navaleno (provincia de Soria).

De forma tradicional se pinga en Neila, Palacios de la Sierra, San Leonardo de Yagüe, Orillares, Zarzuela del Pinar, Bayubas de Arriba, Quintanar de la Sierra, Regumiel de la Sierra, Navaleno, Cabezón de la Sierra, La Gallega, Huerta de Arriba, Mamolar, Doña Santos, Pinilla de los Barruecos, Molinos de Duero, Salduero, Vinuesa, Covaleda, Abejar y Rabanera del Pinar. 
En Navaleno, durante la víspera del día de la pingada, los mozos van al monte a cortar, pelar y llevar un pino que previamente ha sido seleccionado por su altura y rectitud hacia el pueblo, subido en un eje con dos ruedas. En el día de la pingada, el pino se "pinga" o levanta usando varas de diferente tamaño, localmente denominadas "tijeras", con las que se va ejerciendo presión y levantando el pino mientras se va templando el ángulo con una soga para que no se mueva hacia los lados y se caiga. Después de la pingada, los mozos del pueblo preparan una caldereta para festejar la celebración.

### Región de Murcia
Dos son las variantes de las fiestas denominadas 'Mayos' en región.
Por un lado y fundamentalmente en el ámbito de la Huerta de Murcia, tanto en la capital como en algunas localidades de su comarca (Beniaján, Guadalupe, Patiño), las rondallas salen a cantar coplas denominadas 'mayos' la noche del 30 de abril. Los grupos de música tradicional recorren calles y plazas, deteniéndose ante las cruces floridas que decoran algunos balcones y puertas de las iglesias como anticipo de la inmediata Fiesta de la Cruz. Esta celebración de 'los mayos', cuyo origen fue de ronda, pues se realizaba para cortejar a las damas, se sacralizó y las piezas que se interpretan no sólo enfatizan ya la belleza de la mujer o la fecundidad de la tierra, sino también de un modo muy especial a la Virgen.
En Alhama de Murcia, los 'mayos' son peleles confeccionados por los vecinos con trapos y paja, los cuales protagonizan escenas satíricas y burlonas de muy diversa índole. Con la llegada del mes de mayo, las calles de la localidad quedan invadidas por grupos de muñecos en mitad de una tramoya de muebles y decorados artesanales, caricaturizando con ellos temas de actualidad o acontecimientos dispares en torno a personajes locales.[cita requerida]

### Navarra
Se celebra en el valle de La Barranca y en pueblos como Echarri-Aranaz, Bacáicoa e Iturmendi, donde levantan el 'mayo' o 'maiatza' el 1 de mayo. El historiador Rafael Carasatorre en su libro Barranca-Burunda da cuenta de diferentes documentos del siglo XVII que constatan que también se celebraba en Arbizu, Ihabar, Huarte-Araquil, Villanueva de Aézcoa y Urdiáin.

### Galicia
En Galicia, esta fiesta recibe el nombre de Festa dos maios y son populares las celebraciones que tienen lugar en Orense, Pontevedra, Poyo, El Morrazo y Villagarcía de Arosa, principalmente. Se organiza una competición en la que se premian los mejores maios, que son composiciones que se hacen con musgo, helechos y rosarios de "carrabouxos o bugallos" como materiales más habituales, en algunas zonas se le añaden huevos, flores y helechos, que se pueden emplear en dos clases de trabajos: los tradicionales, en forma de piramidal de base cuadrada o triangular, de gran altura recubierto de musgo, y los artísticos, que constituyen auténticas esculturas, que representan construcciones, cruceiros y antiguas escenas de la vida cotidiana en Galicia.

### Andalucía
En Navas de San Juan y Sabiote se realizan en honor a la patrona, la Virgen de la Estrella. También se celebran en Baena (Córdoba), donde reciben el nombre de cruces. En Castro del Río (Córdoba), muy cerca de Baena, es típico celebrar la fiesta de las cruces de mayo adornando casas, rincones y plazas con cruces hechas de manzanilla.
En unos pocos lugares se hacen hogueras. Las romerías o procesiones entroncan esta festividad con que mayo es para la iglesia el mes de María.
El mes de mayo es un mes plenamente primaveral y de la celebración de la plena entrada de esta estación vendrían estas fiestas tradicionales.

### Extremadura
En Extremadura, como en Andalucía, también predomina la celebración de las Cruces de Mayo sobre otras formas de celebrar dichas fechas (plantar el Mayo o colocación por las calles de muñecos satíricos rellenos de paja y vestidos de ropa vieja, que se da igualmente en algunos pueblos extremeños, como por ejemplo en Valencia de Alcántara, San Vicente de Alcántara o La Codosera), a diferencia de en Castilla. La más conocida de las fiestas de la cruz en Extremadura es la de Feria, donde se representa el auto de la Entrega. En algunos pueblos del norte de Extremadura, especialmente en el Valle del Jerte también se plantan troncos de árboles parecidos a los mayos de otras zonas, pero dicho acto se reserva para el día de San Juan, no para mayo. En varios pueblos de La Vera los niños del pueblo danzan y enrollan cintas en torno al mayo.[cita requerida]

### Aragón
La tradición de los mayos del sur de Aragón coincide en sus formas con las de Castilla y León y Castilla-La Mancha. Desde la década de 1980 se recuperó su celebración en Albarracín, y a principios del siglo XXI se continúa su recuperación en muchas poblaciones de la Sierra de Albarracín.
Son varios los pueblos de la serranía de Teruel y de su provincia que celebran el canto del Mayo o de los Mayos. Miguel Arnaudas, en su Colección de Cantos Populares de la Provincia de Teruel, hace una descripción detallada de los actos y costumbres que se realizaban en dos de los pueblos de esa serranía turolense, Jabaloyas y Torres de Albarracín. No obstante, son más los pueblos que guardaron la tradición de los mayos. Con el alza del turismo en la serranía y la muestra de costumbres y tradiciones, se hicieron más conocidos los de Albarracín y se rescataron muchos de los ya olvidados en otras localidades como Noguera, Guadalaviar entre otros, e incluso se elaboraron otros más recientes como el de Teruel, siguiendo los mismos cánones que los antiguos.
En la mayoría de ellos, con pequeñas variaciones en la tonada y en la letra se le canta primero a la Virgen y luego a las "Mayas", "Majas" o Reinas y damas de las fiestas. Es el canto de los Mayos un acto popular que se realiza la noche del 30 de abril.

### País Vasco

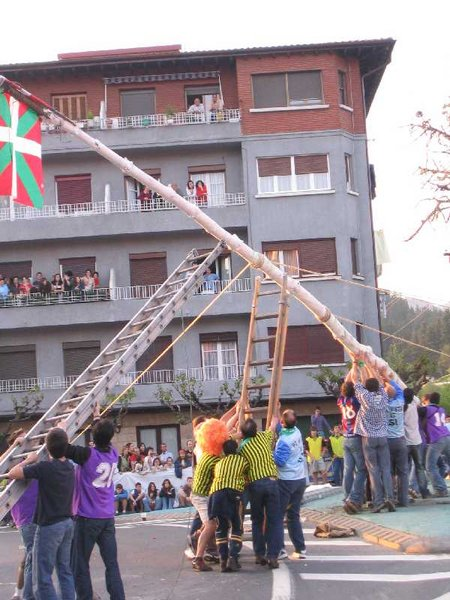
Levantamiento del txopo (mayo) que marca el inicio de las fiestas de San Prudencio en Matiena.

Aunque la costumbre estuviera antiguamente más extendida, se realiza en varias localidades de los tres territorios históricos. En Álava la tradición de plantar El Mayo es en San Vicente de Arana, localidad del municipio alavés del Valle de Arana. En esta localidad el Mayo se alza el 3 de mayo en un lugar determinado del pueblo y no se retira hasta el 14 de septiembre. En Vizcaya se levantan mayos en las fiestas populares de las localidades del Duranguesado. En Abadiano, se levanta marcando el inicio de fiesta y se derriba al final de la misma.

## Los Mayos en el mundo
Un antiguo cuento oriental comienza así:

El Nevrux, esto es, el día primero del año, que es también el primero de la primavera, así llamado por excelencia, es una fiesta tan antigua y solemne en toda la extensión de Persia, desde los primeros tiempos de la idolatría, que la religión de nuestro profeta, tan pura como es en sí, y que tenemos por verdadera, aunque introducida, aún no ha conseguido abolirla pese a estar fundada en el paganismo y a que las creencias que se observan en ella son supersticiosas. Sin citar las grandes ciudades, no hay villa, aldea, arrabal ni cabaña donde no se celebre con extraordinarias funciones.

La celebración de los mayos es propia de pueblos cuyo ciclo de vida se halla fuertemente marcado por el transcurso de las estaciones. Las sociedades se han ido transformando, sustituyendo los modos de vida rurales (basados en la agricultura y ganadería principalmente) por otros de tipo industrial. Debido a ello, esta costumbre de festejar el inicio de la primavera ha ido perdiendo fuerza, hasta haber desaparecido casi por completo.
No ha sido así en todas partes: en los pueblos escandinavos, sus peculiaridades climáticas hacen que la vida se vea fuertemente influenciada por el paso de las estaciones, ya que este trae consigo desmesuradas diferencias tanto en las temperaturas como en la duración de los días y las noches.

### Reino Unido

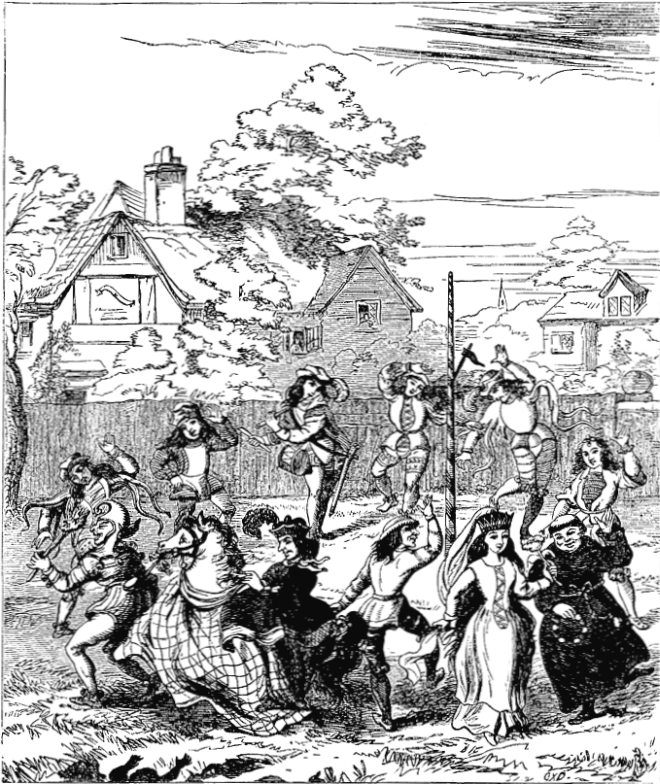
Danzantes de danza Morris bailando alrededor de un maypole y tocando flautas y tambores.

En Reino Unido la tradición de los Mayos, conocida como May Day, conectada a la festividad de Beltane (significa "el fuego de Bel", el dios sol) se puede rastrear hasta el sur de Lancashire, donde se cantaban los Mayos en sendas tonadas denominadas la vieja y la nueva Canción de Mayo, la primera de clara evocación celta, la segunda de época posterior. La tradición cuenta cómo se recogían ramas y flores de espino durante la víspera de Cetamain (otro nombre otorgado a la festividad de Beltane) y se llevaban a las casas al amanecer al son de gaitas y tambores para adornar puertas y ventanas. En algunas partes de Inglaterra, las muchachas solteras salían en procesión portando ramas floridas antes del alba, momento en el que se iniciaban las danzas de Mayo al son de la gaita, para dirigirse posteriormente, al bosque sagrado, donde se rendía culto al Maypole (Vara de Mayo) y a su esposa Lady Flora, asistidos de su corte de hadas, niñas y leprechauns. En esta fiesta, el Maypole es tradicionalmente de arce, de espino o de abedul y se decora con cintas de colores de diferentes longitudes suspendidas de la parte superior, lleno de flores, cubiertos de vegetación y se colorea, para realizar posteriormente un baile festivo-ceremonial a su alrededor, siendo esta vara una representación del roble sagrado y también manifestación del atributo sexual de Bel. Según la tradición anglosajona, de la Vara se prendían cintas a las que se anudaban cada uno de los bailarines para girar en círculo alrededor de la misma.
En el siglo XVI los maypoles eran símbolos comunales, que se erigían en grupo y formaban parte de las actividades de una parroquia (o de varias parroquias si no tenían los medios para hacerlo individualmente). Ellos eran a menudo el foco de rivalidades entre pueblos, que se robaban los postes unos a otros (en Hertfordshire en 1602 y en Warwickshire en 1639 tales robos trajeron episodios de violencia). Los propietarios de bosques (como el Conde de Huntingdon en 1603 que se enfureció al descubrir que sus posesiones habían sido la fuente de los maypoles usados en Leicester) eran también las víctimas del robo de su madera.
La hostilidad de los protestantes hacia los maypoles creció. En primer lugar, se manifiesta significativamente durante la reforma de Eduardo VI, cuando un predicador denunció el maypole de Cornhill como un ídolo, provocando su aserrado y su quema. Bajo los reinados de María I y de Isabel I estos festejos tradicionales carecen de apoyo gubernamental debido a la presión de los protestantes para eliminar los maypoles, pero con la reina Isabel mostrando su simpatía por ellos. Los protestantes sabatarianos, se mostraban insatisfechos con la prohibición del trabajo servil y tampoco consentían otras ocupaciones ordinarias e inocentes en su día de descanso. Por tanto, para ellos los maypoles eran un símbolo de embriaguez y en general de ocupaciones "alegres" prohibidas para celebrarse en domingo.
Entre 1570 y 1630, fueron prohibidos los maypoles de Banbury, Bristol, Canterbury, Coventry, Doncaster, Leicester, Lincoln y Shrewsbury, y no hay evidencia histórica para su uso dentro de los límites de la ciudad de Londres. De las cuatro aldeas de Berkshire cuyos registros siguen existiendo, tres vendieron sus maypoles entre 1588 y 1610. Sin embargo, la tendencia no es uniforme hacia la prohibición de maypoles. Existen muchos registros de su uso continuo en la década de 1630, y Charles James y yo me permitió explícitamente maypole bailar los domingos.
Aquel apoyo real contribuyó a criminalizar las manifestaciones de los maypole durante el Interregnum inglés, según la ordenanza del Parlamento largo de 1644, describiendo a los maypoles como "una vanidad pagana, generalmente de abusos de la superstición y la maldad". La única violación registrada de la prohibición del Parlamento largo registrada es de 1655 en Henley-in-Arden, donde los funcionarios locales pararon la erección de maypoles como juegos tradicionales. Los eruditos sospechan, pero no tienen ningún modo de demostrar, que la carencia de tales registros indica la connivencia oficial en desacatar la prohibición. Sin embargo, ellos están seguros que la prohibición cambió el significado de los maypole hasta convertirlo en un símbolo de resistencia al Parlamento largo y a la República que lo siguió.
Cuando se produjo la Restauración en 1660, en Londres la gente común erigió maypoles "en cada cruce", según Aubrey. El mayor estaba en el Strand, cerca de la actual iglesia de St. Mary le Strand. El maypole erigido allí era el más alto con diferencia de todos y estuvo de pie hasta ser derribado por un viento fuerte en 1672, siendo trasladado posteriormente a Wansted en Essex, sirviendo para el montaje de un telescopio.
En el medio rural, las danzas y los maypoles aparecieron esporádicamente incluso durante el Interregnum, pero la práctica fue revivida sustancialmente y con carácter más alegre después de la Restauración. En el siglo XIX, el maypole se había subsumido en la simbología del Merry Old England. La adición del entrelazamiento de cintas parece haber sido influenciada por una combinación de la moda teatral del siglo XIX y la visión de las personas, como John Ruskin. Parejas de niños y niñas (o de hombres y mujeres) alternativamente de pie alrededor de la base del palo, cogían las cintas por el extremo inferior. Se entrecruzaban unos con otros hasta que las cintas quedaban tejidas alrededor del poste y los danzantes se encontraban en la base.
También hay danzas más complejas que fijan el número de bailarines, los grupos de danzantes de la Reina de mayo, desarrollando un complicado tejido y destejido, pero no son bien conocidos hoy. Sin embargo, tales bailes se realizan cada May Day alrededor del maypole fijo en Offenham, en Worcestershire. los maypoles temporales suelen ser erigidos en los pueblos y los acontecimientos son a menudo bajo la supervisión de los grupos locales de danza Morris.
Una tradición diferente de los maypoles del May Day existe en algunas regiones, que adornaban palos pequeños con aros o intersecando palos, cubierto de flores, vegetación o materiales artificiales tales como papel crepé. Los niños tomarían estos postes hechos a mano a la escuela durante la mañana del 1 de mayo y se concedían premios a las más impresionantes. Esta tradición se conoce como garlanding y fue la característica principal de las celebraciones del May Day en el centro y el sur de Inglaterra hasta mediados del siglo XIX, cuando comenzó a ser substituida por celebraciones formalmente organizadas por la escuela. Esto todavía ocurre de un lado a otro, pero es invariablemente un restablecimiento de una costumbre local que había transcurrido décadas antes.

### Francia

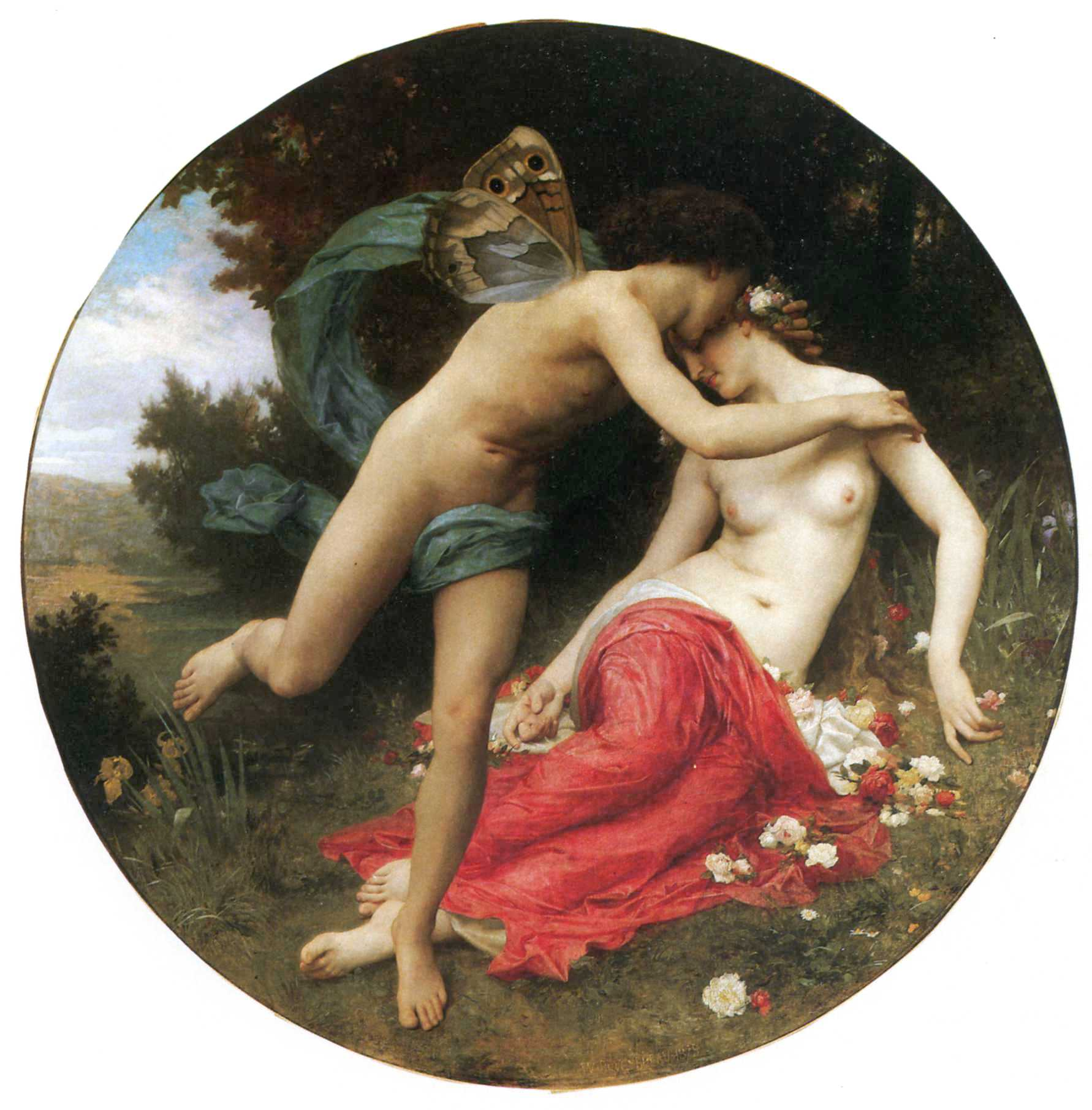
Flora y Céfiro, por Bouguereau.

En Francia, la festividad de los Mayos se vinculó a la Reina de Mayo o Reina Maya, una muchacha virgen, representación de la pureza de la joven Primavera, a la que se agasajaba durante toda la festividad. En Nimes, se aclamaba como tal reina a una doncella a la que se la entronizaba en un baluarte de flores y verde follaje, mientras sus damas de honor pedían a las gentes para su dote. En Grenoble la tradición establecía los casamientos simbólicos entre la reina maya y su pareja, también un joven de la localidad y probadas virtudes. Por otro lado, hallamos vinculados al Mayo los denominados Juegos florales, concursos de poesía en el que la espontaneidad de los versos era requisito imprescindible para enmayarse. Estos juegos tienen su origen en las celebraciones romanas en honor a la diosa Flora, pero no dejan de ajustarse a las antiguas competiciones celtas desarrolladas entre los bardos de las distintas tribus. Otra forma de celebrar la festividad del Mayo era que los campesinos colgaran de las puertas de sus amadas un ramo verde entrelazado con hojas de acanto, y también era también costumbre plantar un árbol, (también llamado Mayo), enfrente del hogar de aquellos a los que se quiere agasajar. Ejemplo de ello es el árbol de Mayo que plantaba tradicionalmente la curia de París en el patio del Louvre, conocido desde entonces como patio de Mayo. El árbol de Mayo en la Borgoña cumplía las mismas funciones que en Inglaterra: servir de poste alrededor del cual se ejecutaban danzas por los mozos y mozas de cada aldea, al tiempo que cada uno de los mozalbetes, para probar su destreza, había de trepar a lo alto del mástil con mayor rapidez que sus contrincantes. En el norte de Francia, por su parte, se conocía la festividad como la Bendición de los trigos, donde las muchachas, vestidas de blanco inmaculado, salían en procesión junto al resto de aldeanos portando guirnaldas de flores y arrojando al paso del sacerdote flores y hojas de boj. En Nanterre, se conoce esta fiesta como la Fiesta de la Rosa, en la que se elige a la más bella de las muchachas de la localidad y en Niza es conocida como Batalla de las Flores.

### Italia
En Italia se puede destacar históricamente como en la Toscana el primero de mayo tenía un papel predominante un mítico personaje denominado Calendimaggio (personaje que reunía muchos de los atributos del dios Bel, el Apolo romano). Por toda la península italiana es también costumbre la de cantar Il Maggio, que son coplillas de muy diversa índole, la mayoría de ocasiones amorosas con una importante carga sexual, que los jóvenes cantaban para festejar la llegada de la primavera. En Lucano, los Maggi tienen un carácter auspiciatorio de origen claramente pagano.[cita requerida] Finalmente se puede destacar el Albero della cuccagna ("Fiesta del Árbol") que se celebra en Siracusa (Sicilia), durante el mes de mayo. Dicha fiesta se celebra en conmemoración de la victoria contra los atenienses comandados por Nicias. Sin embargo, Ángelo de Gubernatis, en su obra Mitología de las Plantas, cree que la festividad era anterior sin duda a la de dicha victoria.

### Alemania

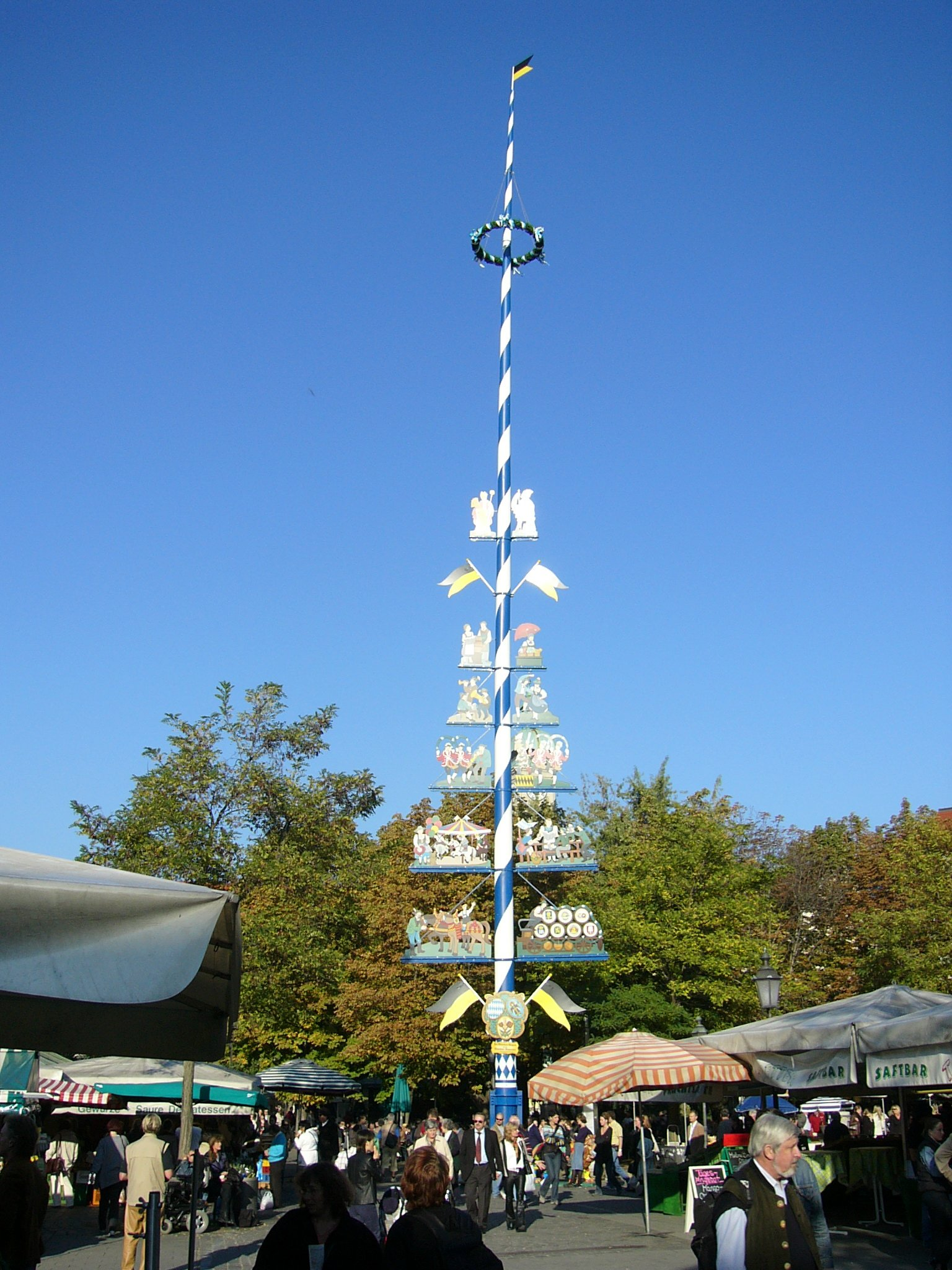
Un Maibaum (poste de mayo) en Múnich (Alemania).

En Alemania, el escritor Wilhelm Mannhardt cita en su obra Mitos Germánicos, los baños rituales en agua de rocío en el 2 de mayo. En el primer día de mayo es tradicional la plantación de un poste que recibe el nombre de Maibaum.

### Bélgica
En Bélgica, era costumbre entre las muchachas casaderas de Lieja reunirse el primer día de mayo al amanecer, antes de la salida del sol, para buscar tres brotes juntos de caña florida o tres briznas grandes de hierba, a cortarlos a igual altura para proceder a atarlos cada uno con un hilo de seda de un color distinto: negro (que representa a la soltería); rojo (que representa al amor apasionado) y verde (que representa a los deseos más ocultos). Diez días después, las mujeres acudían al lugar donde hubieren atado los brotes para ver cuál había despuntado más, siendo este el pronóstico de sus amores.

### Suiza

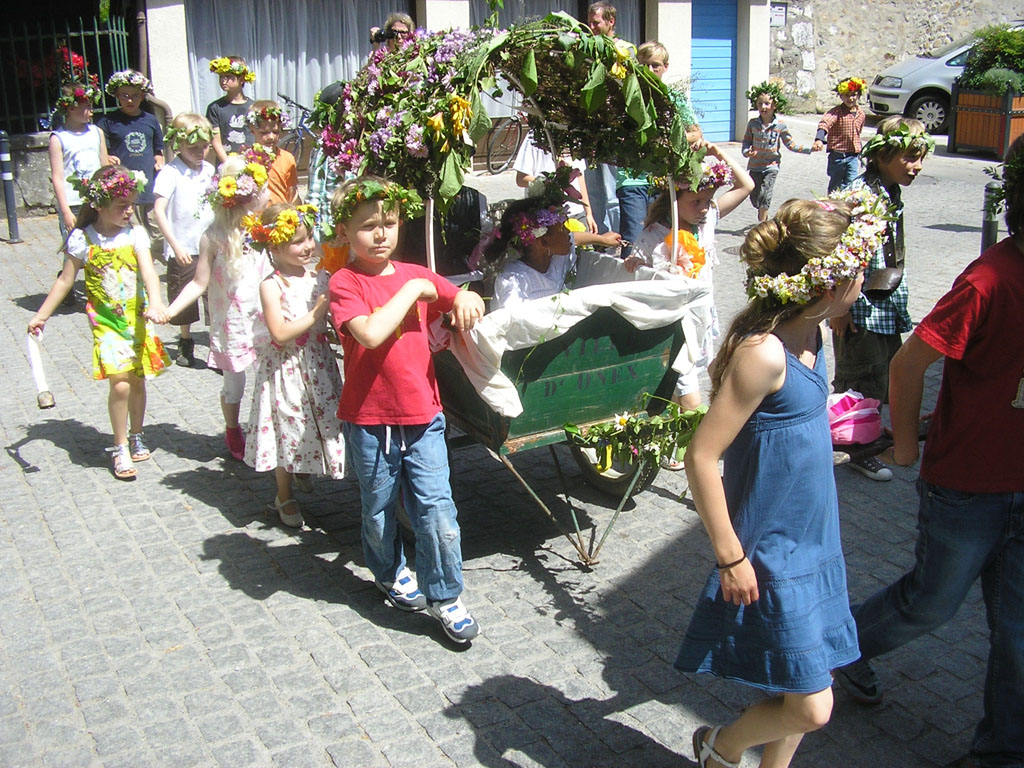
Festividad de los Mayos en Onex, Cantón de Ginebra, 2011

En la ciudad suiza de Zúrich, incluso en 1910 se realizaban grandes celebraciones por esta festividad, en la que una procesión de niños que recorrían las calles portando arcos florales precedían al gran pelele blanco, personificación del invierno, que posteriormente era llevado a la plaza del Ayuntamiento para ser entregado a las llamas del fuego purificador de la primavera.
El Cantón de Ginebra celebra "le Feuillu" el primer domingo de mayo.

### Suecia
En Suecia es conocida la antigua tradición por la que se elige al "Conde de las Flores" en el desarrollo de una multitudinaria verbena celebrada durante la última noche del mes de abril.

### República Checa
En la República Checa esta festividad recibe el nombre de májka o máj y es todavía popular en los pueblos del país. Los pueblos compiten para obtener máj más altos que los de sus vecinos y durante la noche los jóvenes del pueblo hacen guardia para mantener el máj a salvo de vándalos de pueblos de vecinos y al mismo tiempo intentar incursiones en los pueblos vecinos para dañar sus máj.

### Sri Lanka
En 2005, en la Perahera de Kataragama (procesión de Kataragama) en Sri Lanka, los niños, vestidos con trajes regionales, trenzaban cintas y golpeaban palos bailando una danza en torno a un Árbol de mayo móvil. Luego se invierte la danza y destrenzan las cintas alrededor del Árbol. No está claro si se trata de una tradición adquirida durante el período del colonialismo inglés en la isla (o en general de la influencia europea en Ceilán) o si se trata de una tradición local ancestral.

### Estados Unidos
En los Estados Unidos, si bien no se celebró entre el público en general, tenía lugar un Maypole Dance casi idéntica a la que se celebra en el Reino Unido. Es una parte importante de las danzas de muchos colegios de educación secundaria como parte de las celebraciones del May Day.
La antigua colonia de Merrymount, fundada por Thomas Morton, indignó a sus vecinos puritanos mediante la creación de un maypole.
Comunidades con una gran población sueca suelen hacer celebraciones por la Festividad de San Juan, tales como Chicago, Mineápolis y Lindsborg (Kansas).